# Virac (Catanduanes)
Virac ist eine philippinische Stadtgemeinde und Hauptstadt der Inselprovinz Catanduanes. Sie hat 73.650 Einwohner (Zensus 1. August 2015), die in 63 Barangays leben. Die Gemeinde wird als teilweise urban beschrieben und gehört zur ersten Einkommensklasse der Gemeinden auf den Philippinen. Virac liegt ca. 365 km südöstlich der Hauptstadt der Philippinen Manila, an der Südküste der Insel. Die Gemeinde verfügt über einen Inlandsflughafen, der von Zest Airways und Cebu Pacific angeflogen wird. Fährverbindungen bestehen unter anderem nach Tabaco City in der Provinz Albay, die 59 km südlich von Virac liegt. 
Virac hat eine hügelig bis gebirgig beschriebene Topographie, in denen das Natur- und Wasserschutzgebiet Catanduanes Watershed Forest Reserve mit seinen ausgedehnten Regenwaldbeständen liegt.
Das Klima von Virac wird als Type II klassifiziert, mit keiner ausgeprägten Trocken- oder Regenzeit. Der durchschnittliche jährliche Niederschlag wird mit 2.776 mm/m², mit den stärksten Niederschlägen von Oktober bis Dezember. Die Gemeinde liegt innerhalb des Typhongürtels auf den Philippinen.
In Virac befindet sich der Sitz des Bistums Virac, das die gesamte Insel betreut. 

## Baranggays
| - Antipolo Del Norte - Antipolo Del Sur - Balite - Batag - Bigaa - Buenavista - Buyo - Cabihian - Calabnigan - Calampong - Calatagan Proper - Calatagan Tibang - Capilihan - Casoocan - Cavinitan - Gogon Sirangan - Concepcion (Pob.) - Constantino (Pob.) - Danicop - Dugui San Vicente - Dugui San Isidro | - Dugui Too - F. Tacorda Village - Francia (Pob.) - Gogon Centro - Hawan Grande - Hawan Ilaya - Hicming - Igang - Juan M. Alberto (Poniton) - Lanao (Pob.) - Magnesia Del Norte - Magnesia Del Sur - Marcelo Alberto (Pob.) - Marilima - Pajo Baguio - Pajo San Isidro - Palnab Del Norte - Palnab Del Sur - Palta Big - Palta Salvacion - Palta Small | - Rawis (Pob.) - Salvacion - San Isidro Village - San Jose (Pob.) - San Juan (Pob.) - San Pablo (Pob.) - San Pedro (Pob.) - San Roque (Pob.) - San Vicente - Ibong Sapa (San Vicente Sur) - Santa Cruz - Santa Elena (Pob.) - Santo Cristo - Santo Domingo - Santo Niño - Simamla - Sogod-Simamla - Talisoy - Sogod-Tibgao - Tubaon - Valencia |